# Abell 85
Abell 85 è un ammasso di galassie situato nella costellazione della Balena alla distanza di 740 milioni di anni luce, inserito nell'omonimo catalogo compilato da George Abell nel 1958.
È uno degli ammassi che formano il Superammasso dei Pesci-Balena. È costituito da circa 370 galassie L'ammasso è dominato dalla galassia ellittica gigante Holmberg 15A al cui centro risiede un buco nero supermassiccio di 10 miliardi di masse solari.
Questo ammasso è stato studiato da Chandra, ed è uno degli 86 ammassi di un progetto volto a determinare come l'energia oscura, negli ultimi sette miliardi di anni della vita dell'Universo, abbia inibito la crescita di strutture massicce.
Nel 2009 è stata identificata una supernova Ia di una stella solitaria (hostelss supernova) non appartenente a nessuna delle galassie dell'ammasso, come dimostrato da successive osservazioni del Telescopio spaziale Hubble nel 2013.

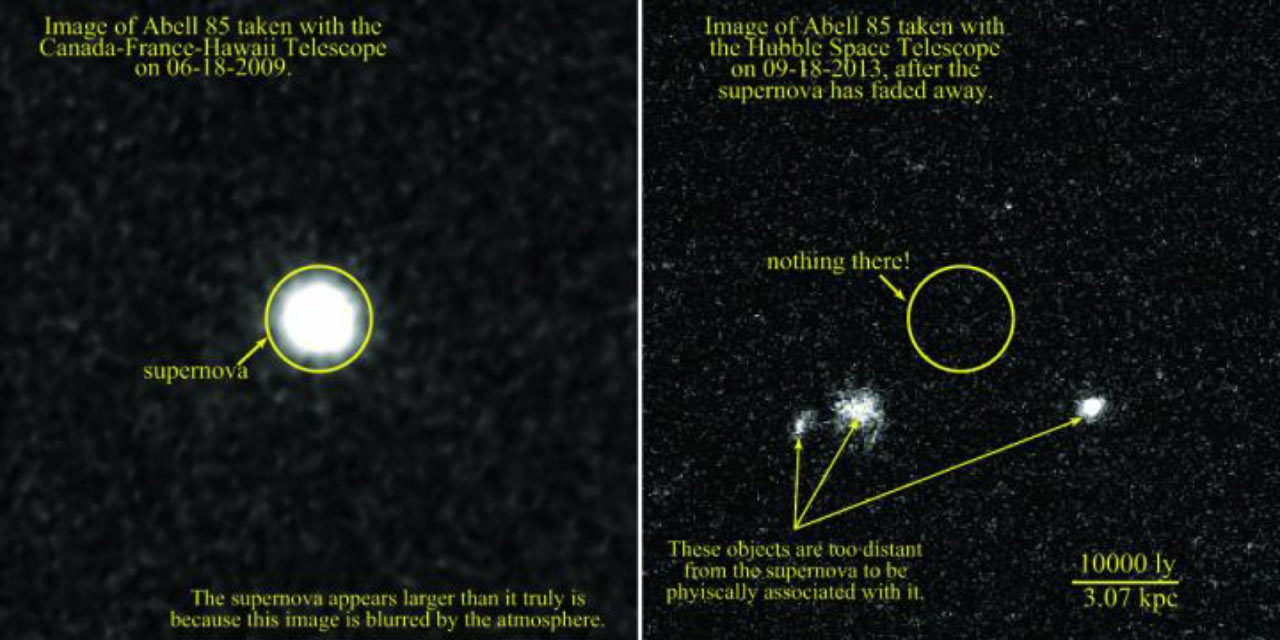
Abell 85. La supernova hostless.